# Claudionor Corrêa
Claudionor Corrêa znany również jako Claudionor Bolão – piłkarz brazylijski grający na pozycji pomocnika.
Claudionor Corrêa karierę piłkarską rozpoczął w 1918 roku w klubie Bangu AC, w którym grał do 1921 roku. W sezonie 1918 wystąpił w 15 meczach. Następnym roku wystąpił w 15 meczach i strzelił 3 bramki. W 1920 roku w 17 meczach Bangu i strzelił 18 bramek, będąc najlepszym strzelcem zespołu. W 1921 w ostatnim sezonie w barwach Bangu zaliczył 12 meczów i strzelił trzy bramki. W 1922 przeszedł do lokalnego rywala CR Vasco da Gama. W sezonie 1922 był najlepszy strzelcem Vasco da Gama w lidze stanowej Rio de Janeiro – Campeonato Carioca, strzelając 14 bramek. W następnym roku świętował z Vasco mistrzostwo Stanu, jak również w następnym.
Jako piłkarz Bangu AC wziął udział w turnieju Copa América 1920. Brazylia zajęła trzecie miejsce, jednakże Claudionor Corrêa nie zagrał w żadnym meczu. Nigdy potem nie był już powoływany do kadry i nigdy nie udało mu się zadebiutować w barwach Canarinhos.